# Bulbophyllum gyrochilum
Bulbophyllum gyrochilum là một loài phong lan thuộc chi Bulbophyllum.